# يين تشانغجي
يين تشانغجي (بالصينية: 尹昌吉) هو لاعب كرة قدم صيني في مركز الدفاع، ولد في 17 مارس 1995 في يانبيان في الصين. لعب مع Yanbian Funde F.C. ‏.

## وصلات خارجية
- يين تشانغجي على موقع قاعدة بيانات كرة القدم.إي يو (الإنجليزية)
- يين تشانغجي على موقع Soccerway.com (الإنجليزية)